# Château de Bourscheid
 (octobre 2008).
Si vous disposez d'ouvrages ou d'articles de référence ou si vous connaissez des sites web de qualité traitant du thème abordé ici, merci de compléter l'article en donnant les références utiles à sa vérifiabilité et en les liant à la section « Notes et références ».
Le château fort de Bourscheid est un château fort luxembourgeois situé à Bourscheid, dans le nord du pays.

## Localisation
Le château est bâti à quelques centaines de mètres à l'est de la localité de Bourscheid (Canton de Diekirch) sur un promontoire rocheux qui surplombe la Sûre de 150 mètres. De forme triangulaire, il n’est accessible que par un seul côté, le nord-ouest.

## Histoire
Vers l’an 1000, un fortin de bois est transformé en château fort de pierres (les fouilles ont permis de mettre au jour des structures romaines, mérovingiennes, carolingiennes et ottoniennes).
De cette première construction en pierre, il ne subsiste que le donjon et le mur d’enceinte ceinturant le château supérieur.
Le renforcement de 8 tours et de bayles de l'enceinte extérieure est achevé en 1384.
Cette même année, la maison de Stolzembourg est construite pour améliorer le confort du seigneur. Cette demeure sera ensuite surélevée pour atteindre 10 mètres (4 étages), sans les greniers. Deux autres maisons de la garnison (Burgmannschaft) ont été construites vers la même époque.
En 1477 est construite l’actuelle avant-cour. Elle permet de mieux protéger l’unique accès au château : construction d’un grand portail protégé par des palissades extérieures, un gros bastion d’artillerie et un fossé flanqué de 4 tours avec pont-levis.
En 1512, la famille Bourscheid s’éteint faute d’héritier direct. Les nouveaux seigneurs aménagent de nouveaux logis et en 1650 la chapelle (aujourd’hui disparue) est agrandie.
En 1812, le château est mis aux enchères alors qu’il est déjà dans un état de délabrement avancé. En 1936, les ruines du château sont classées monuments historiques et l’État luxembourgeois les acquiert en 1972.
La maison de Stolzembourg et la maison du portier sont alors reconstruites et les tours couvertes. Des travaux de consolidations sont encore en cours.

## Personnalité liée au château
- Lothaire-Frédéric de Metternich-Bourscheid, évêque de Spire et Mayence.

## Images

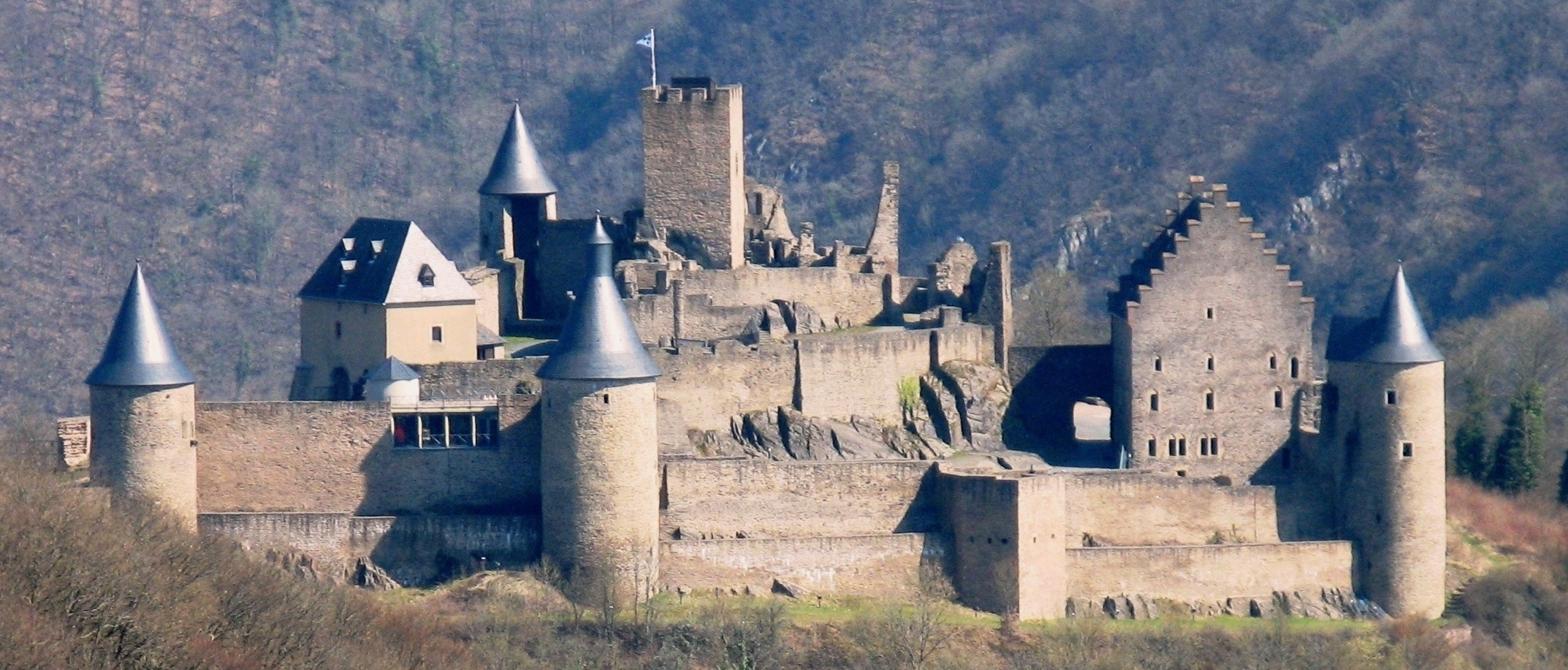
Vue globale du château.
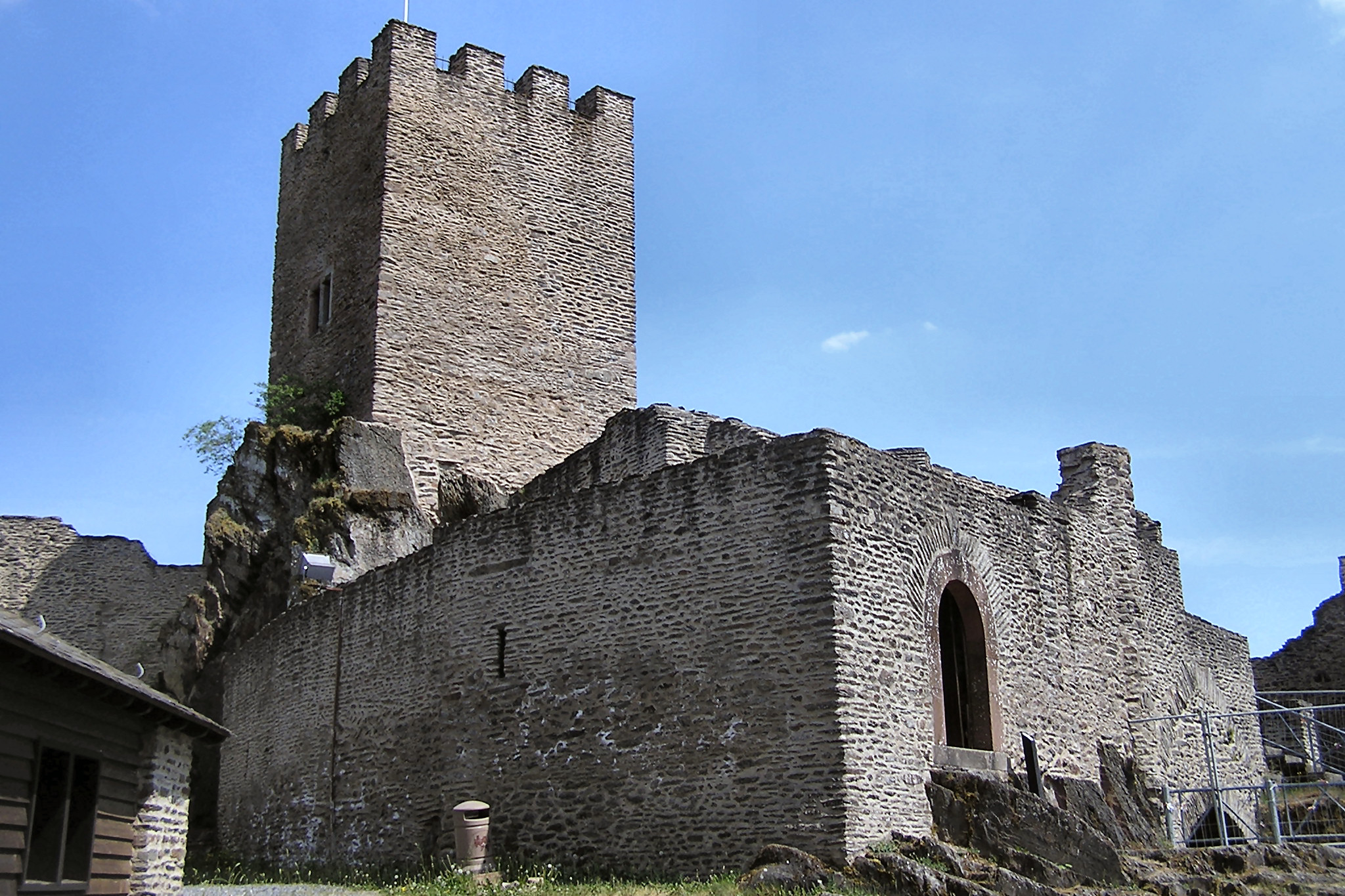
Le donjon.
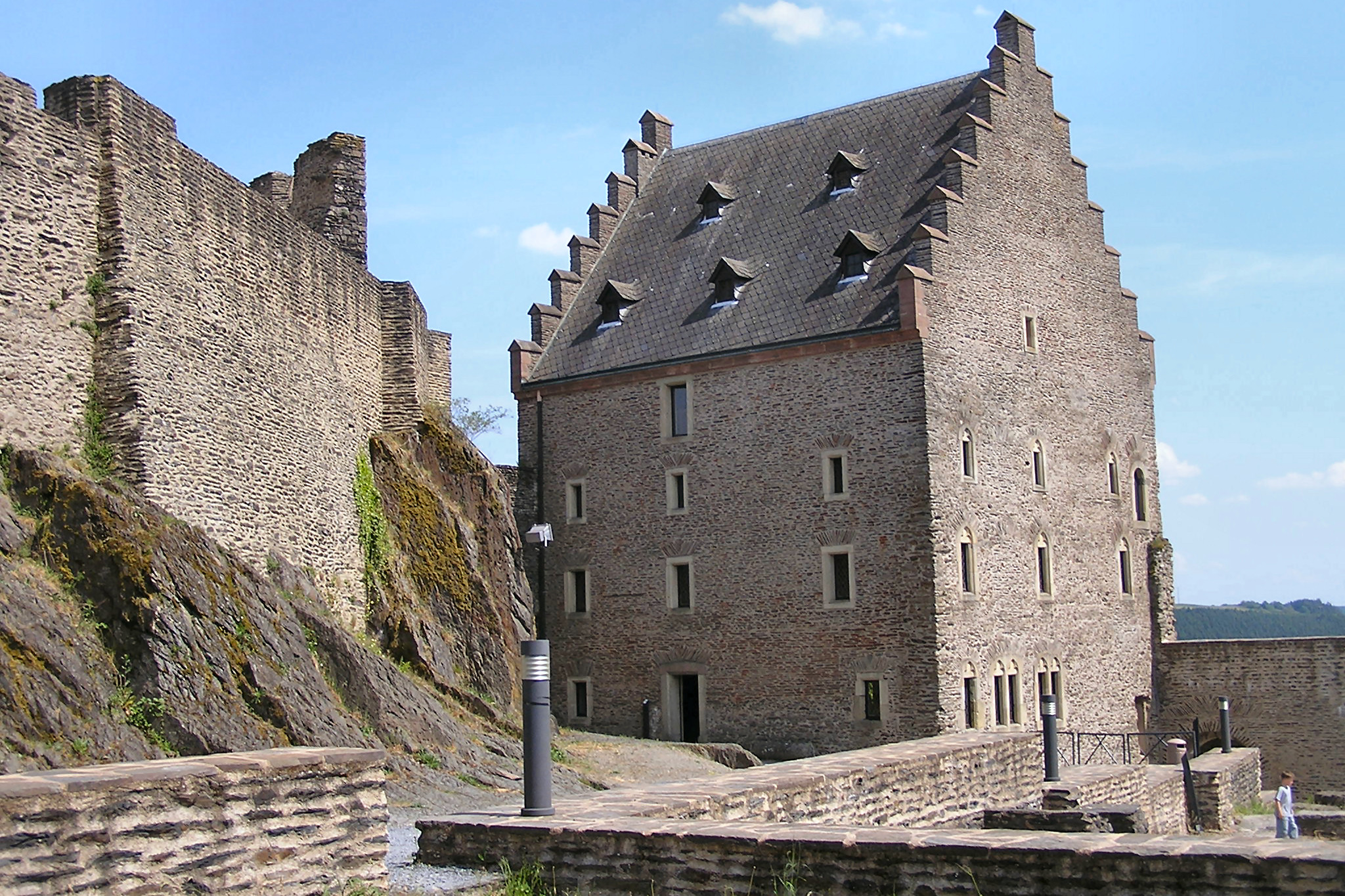
La maison de Stolzembourg.